# Anna Valtonen
Anna Valborg Valtonen, född 4 maj  1974 i Helsingfors, Finland, är en finländsk formgivare och sedan 1 augusti 2023 rektor för Konstfack i Stockholm. Hon var tidigare dekan för Högskolan för konst, design och arkitektur vid Aalto-universitetet i Helsingfors, Finland.
Åren 1997–2009 arbetade hon med design inom Nokia, senast som chef för avdelningen Design, Research & Foresight, och forskade parallellt vid Konstindustriella högskolan i Helsingfors och var också gästprofessor vid ESSEC Business School i Paris.
Anna Valtonen disputerade 2007 vid Konstindustriella högskolan i Helsingfors på en avhandling om den professionella utvecklingen av industridesign i Finland sedan början av 1990-talet. År 2008 valdes hon in i Aalto-universitetets styrelse.
År 2010 utsågs hon till rektor för Designhögskolan vid Umeå universitet, där hon också utsågs till professor i industridesign. År 2012 blev hon också ledamot av styrelsen för Arkitektskolen Aarhus. Hon tillträdde i augusti 2023 som rektor för Konstfack i Stockholm.